# Courroux
Cet article concerne une commune suisse. Pour l’émotion ou le sentiment, voir colère.
Pour les articles ayant des titres homophones, voir Kourou et Kuru.
Courroux est une commune suisse du canton du Jura, dans le district de Delémont. Courroux fait partie de l'agglomération de Delémont.

## Géographie

Photo aérienne (1947).

La commune de Courroux se trouve à 2 km à vol d’oiseau à l’est de Delémont, dans le district de Delémont, aux abords du Val Terbi. Elle est arrosée par la Scheulte, qui se jette dans la Birse au nord-est de la localité.
Son territoire se situe entre 418 mètres d’altitude, au village, et 899 mètres, sur la montagne de Courroux, au nord de la localité, où le Roc de Courroux offre un point de vue sur la proche vallée de la Birse et jusqu’à l’Alsace. Au sud, la commune s’étend jusqu’aux contreforts du Raimeux (Sous Rosé, à 743 mètres d’altitude).

## Origine
Le nom de lieu Courroux est issu de l’ancien français (VIe siècle) Corte Lutolt (domaine de Lutolt ou dérivés).

## Liste des maires successifs
- Jean-Claude Schaller (PLR)
- Claude Hêche (PS)
- Denis Fleury (PS)
- Yann Barth (PLR)
- Alain Guédat (sans parti)
- Philippe Membrez (PLR)

## Courcelon
Le nom de lieu Courcelon est issu de l’ancien français (VIe siècle) Corte Cello (domaine de Cello ou dérivés) ou Corte Sawilo.
Courcelon possède une chapelle bâtie en 1838 et le village a toujours été rattaché à la commune et à la paroisse de Courroux. Ancien nom allemand de Courcelon : Sollendorf.

## Histoire
La région était habitée dès l’âge du bronze, comme en témoignent des poteries retrouvées au Roc de Courroux.
Les restes d’une villa gallo-romaine et environ 150 tombes ont été mis au jour.
La première mention écrite remonte à 1146, sous le nom allemand de Lütoltesdorf. Comme les autres villages libres de la seigneurie de Delémont, Courroux revint à l’évêché de Bâle en 1271.
De 1793 à 1815, Courroux a appartenu à la France, dans le département du Mont-Terrible, puis dans celui du Haut-Rhin. À la suite d'une décision du congrès de Vienne, en 1815, la commune de Courroux a été attribuée au canton de Berne. 
Depuis le 1er janvier 1979, la commune fait partie du canton du Jura.
Le 5 février 2012, Courroux refuse une fusion avec les communes du Val Terbi par 525 voix contre 481.

## Économie
Aux XVIIIe et XIXe siècles, la région a connu la prospérité grâce à l'extraction du fer.
Le village de Courroux est resté essentiellement agricole. Durant plusieurs années, il a abrité une succursale (fermée en 1982) du constructeur de machines Tornos.
Aujourd'hui, il est essentiellement habité par des pendulaires travaillant à Delémont.

## Transports
- Ligne de Mobiju[4] pour Delémont
- Autoroute A16 (Bienne-Boncourt)  11 (Delémont Est)

## Jumelage
Courroux est jumelée avec Paltinis en Roumanie.

## Personnalités
- Claude Hêche, homme politique ;
- Philippe Decourroux, chanteur.